# Новоунтемское (сельское поселение)
Новоунтемское — упразднённое муниципальное образование со статусом сельского поселения в Кезском районе Удмуртии Российской Федерации.
Административный центр — деревня Новый Унтем.
Законом Удмуртской Республики от 26 апреля 2021 года № 29-РЗ к 9 мая 2021 года упразднено в связи с преобразованием муниципального района в муниципальный округ.

## История
Статус и границы сельского поселения установлены Законом Удмуртской Республики от 19 ноября 2004 года № 66-РЗ «Об установлении границ муниципальных образований и наделении соответствующим статусом муниципальных образований на территории Кезского района Удмуртской Республики».

## Население
| 2010 | 2012 | 2013 | 2014 | 2015 | 2016 | 2017 |
| ---- | ---- | ---- | ---- | ---- | ---- | ---- |
| 507  | ↘489 | ↘474 | ↘461 | ↘420 | ↘413 | ↘394 |
| 2018 | 2019 | 2020 |      |      |      |      |
| ↘379 | ↘364 | ↘328 |      |      |      |      |

## Состав сельского поселения
| № | Населённый пункт | Тип населённого пункта          | Население |
| - | ---------------- | ------------------------------- | --------- |
| 1 | Ключи            | посёлок                         | ↘183      |
| 2 | Новый Унтем      | деревня, административный центр | ↘144      |
| 3 | Старый Унтем     | деревня                         | ↘46       |
| 4 | Ю-Тольен         | деревня                         | ↗116      |